# Duomo di Brandeburgo

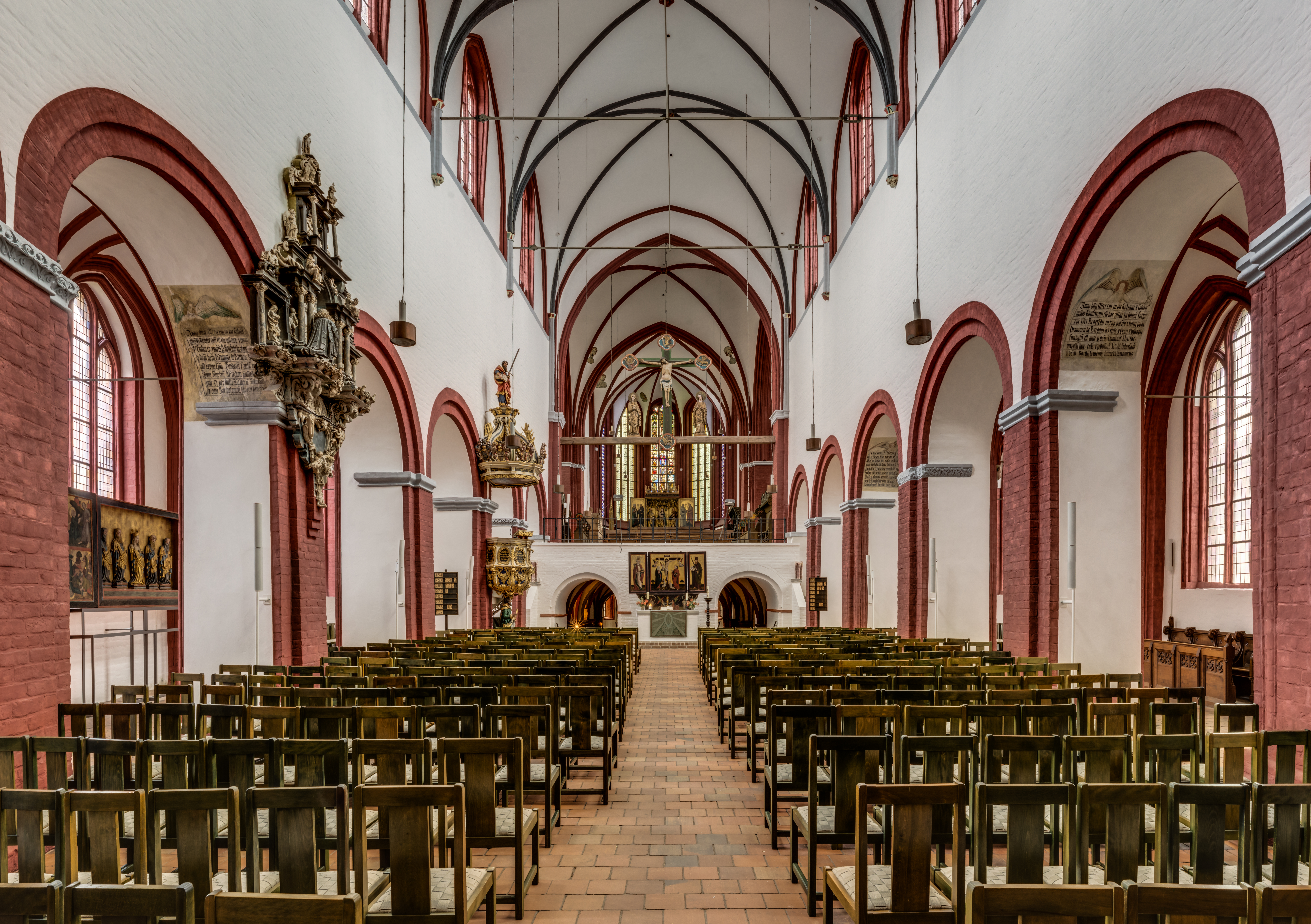
L'interno

Il duomo di Brandeburgo (in tedesco Domkirche), dedicato ai santi Pietro e Paolo, è la maggiore chiesa della città tedesca di Brandeburgo sulla Havel. Già cattedrale della diocesi cattolica di Brandeburgo, fu convertita al luteranesimo in seguito alla riforma protestante.
È posto sotto tutela monumentale (Denkmalschutz).

## Storia
La costruzione dell'edificio, in stile romanico, ebbe inizio nel 1165. A partire dal 1370 vennero ricostruite in stile gotico ampie parti, fra cui la navata centrale, rialzata, e l'abside.
La chiesa fu restaurata una prima volta nel 1836; dal 1962 al 1965 seguì un nuovo restauro, curato dall'Institut für Denkmalpflege.

## Caratteristiche
Si tratta di una chiesa a pianta basilicale a croce latina, a tre navate sormontate da volte a crociera.
La facciata, posta sul lato ovest, è sormontata da una torre a sinistra dell'ingresso; una seconda torre simmetrica, pur originariamente prevista, non venne mai realizzata.
L'area absidale è sopraelevata e ospita il coro; sotto di essa vi è la cripta tardoromanica.
A sinistra dell'abside è posta la Bunte Kapelle ("cappella colorata"), riccamente decorata, che ospita il tesoro della cattedrale.